# Торца
Торца — река в России, протекает в Петушинском и Собинском районах Владимирской области, восточнее города Костерево. Длина реки составляет 19 км.
Начинается в урочище Бобыри к северу от деревни Братонеж, течёт сначала на запад по берёзово-сосновому лесу, затем у Болдино поворачивает на юг. В дальнейшем протекает через систему каналов на торфоразработках (их ширина — 5 метров, глубина — от 0,3 до 1 метра), затем через заболоченную, поросшую лесом пойму Клязьмы и озеро Студенец. Устье реки находится в 388 км по левому берегу реки Клязьма напротив озера Глушица.
По данным карт ГосГисЦентра и государственного каталога географических названий, река имеет меньшую длину, её низовьями считается ответвляющийся у деревни Матенино водоток, впадающий в реку Пекша. Это же русло показано на дореволюционной карте Менде.

## Данные водного реестра
По данным государственного водного реестра России относится к Окскому бассейновому округу, водохозяйственный участок реки — Клязьма от города Орехово-Зуево до города Владимир, речной подбассейн реки — бассейны притоков Оки от Мокши до впадения в Волгу. Речной бассейн реки — Ока.
Код объекта в государственном водном реестре — 09010300712110000031900.